# Radio Kiss Kiss
Radio Kiss Kiss è un'emittente radiofonica nazionale italiana con sede centrale a Napoli e studi anche a Roma e Milano. È la settima tra le radio nazionali più ascoltate.

## Storia

### Anni 1970
Agli inizi degli anni settanta Ciro Niespolo fonda la discoteca napoletana Kiss Kiss; la radio nasce nel settembre del 1976, tra le prime radio libere partenopee, accompagnando l'omonima discoteca.
Niespolo contatterà quindi Sasà Capobianco per affidargli la direzione artistica dell'emittente. Uno dei programmi di maggior successo, ideato da Sasà Capobianco, era il "Disco Live": selezione musicale diffusa all'interno della discoteca, trasmessa in diretta via radio negli orari di apertura al pubblico, e cioè il sabato e la domenica dalle 18 fino a notte inoltrata.

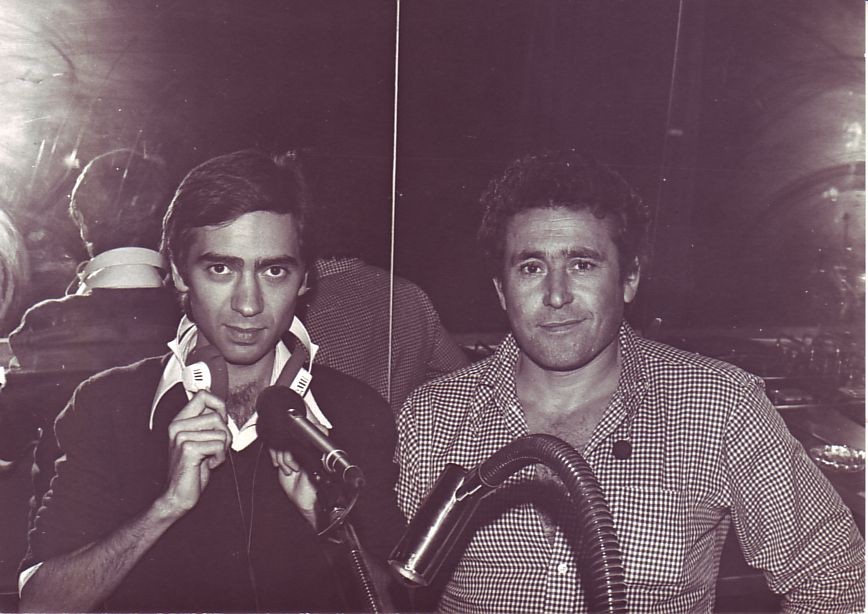
Sasà Capobianco e Ciro Niespolo nella discoteca Kiss Kiss.

Nel 1977 Radio Kiss Kiss riceve il Telegatto dal settimanale Sorrisi e Canzoni TV. Nel 1980 è la radio più ascoltata a Napoli.

### Anni 1980
All'inizio degli anni ottanta, con la catastrofe del terremoto dell'Irpinia, la radio comincerà a realizzare i primi radiogiornali per informare la popolazione locale campana. Nel 1983 è la prima radio in Campania. Nel 1985 è l'emittente radiofonica con il maggior numero di ascoltatori del capoluogo, sul finire degli anni ottanta espande il proprio segnale. Verso la fine degli anni '80 veniva trasmesso di venerdì in diretta dalla discoteca kiss kiss nelle ore serali un programma di musica house, "Funk Machine", con i DJ Dario Tofano e Patrizio Squeglia.

### Anni 1990
Dal 1º gennaio 1990 copre buona parte della penisola. Successivamente, per volere del presidente Lucia Niespolo, nascono Radio Kiss Kiss Italia, che trasmette musica italiana e copre parte del Mezzogiorno, Radio Kiss Kiss Napoli, dedicata all'area partenopea, e Radio Ibiza, la più giovane delle emittenti, che trasmette esclusivamente musica dance. Lo stesso anno Lucia Niespolo, direttore artistico, cambia lo slogan della radio in «The Show Radio» e contatta Francesco Paolantoni e Stefano Sarcinelli per la realizzazione di un programma radiofonico che andasse in onda fino al giugno del 1991. Il duo, insieme a Rosario Pellecchia e Gigio Rosa coinvolti dal direttore per seguire la produzione, conducono il programma A tutti coloro. Nel 1992 Niespolo lascia la carica di direzione artistica assumendo quella di editore. La direzione artistica verrà affidata a Gianni Simioli. Nello stesso anno nasce il programma eroti-comico Facciamo Candy Candy, ideato e condotto da Pippo Pelo. In onda si ascoltavano i jingles creati da Clay Remini dello studio Zerodibi di Milano.
Tra il 1991 e il 1993 Radio Kiss Kiss Network riceve da Noi due nomination per il Gran Premio delle Radio come "Radio del cuore" e "Miglior programma di informazione musicale". Con l'avvento della legge Mammì del 1990 il 13 giugno 1994 ottiene la concessione alla radiodiffusione in ambito nazionale. Nel 1994 parte la seconda serie del programma A tutti coloro con l'aggiunta di altri personaggi: Maurizio Casagrande, Luciano Fruttaldo e Paola Cannatello. Anche questa edizione riscuote notevole successo, tanto da guadagnarsi il Telegatto. Nel 1996 la direzione artistica viene affidata nuovamente a Lucia Niespolo. Nel 1996 il programma serale Kiss Kiss Vibes, dedicato alle nuove tendenze musicali, riceve una nomination per il Telegatto. Nel 1997 entrano nel capitale sociale dell'emittente i fratelli Suraci (editori di RTL 102.5). Lo stesso anno è la radio ufficiale del Festivalbar.
Radio Kiss Kiss cambia lo slogan in «The Rhythm of Your Life» ed effettua un cambiamento editoriale in tutta la programmazione radiofonica. Sarà dato più spazio alla musica e meno ai discorsi dei conduttori; così facendo la radio assumerà una connotazione da emittente di flusso.

### Anni 2000

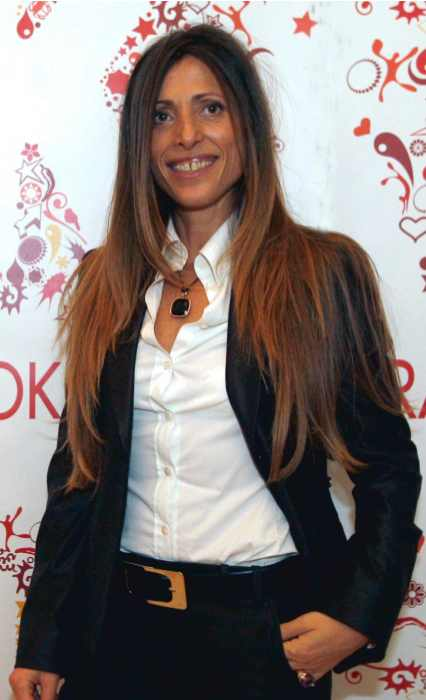
Lucia Niespolo, presidente dell'emittente

Nel 2000 i fratelli Suraci escono dall'assetto societario di Radio Kiss Kiss. Questo porterà dei cambiamenti nella programmazione radiofonica e nello slogan della radio, che diventerà «La radio che ti ascolta». Nel 2001 la coordinazione artistica viene affidata alla Push Pull di Marcello Pozza, che, con l'ausilio della sua struttura, diventa il nuovo direttore artistico dell'emittente. Radio Kiss Kiss apre una sede a Milano in via Aleardo Aleardi. Nasce, nello stesso anno, il programma comico Pelo e Contropelo condotto da Pippo Pelo (coadiuvato nel corso degli anni da Carlo Giordano, il duo comico Antonio e Michele, Sergio Friscia, Rosalia Porcaro, I Ditelo voi, Gigi e Ross e Due interi e un ridotto).
Nel 2002 la direzione artistica passa a Eddi Berni, fino al giugno del 2004. Nel luglio del 2004 Niespolo contatta Marco Minelli, ex direttore artistico di Radio Dimensione Suono e One-O-One Network, per affidargli il compito di coordinatore artistico. Nel settembre 2004 muore il fondatore Ciro Niespolo. La gestione del gruppo radiofonico passa ai figli Lucia, Antonio, Marcello e Davide. Il 1º maggio 2005, Radio Kiss Kiss apre la sede anche a Roma in via Quirino Visconti, da dove trasmetterà il neo assunto Antonio Gerardi, proveniente da RTL 102.5. Nell'estate del 2005, la concessionaria pubblicitaria Radio e Reti acquisirà il 25% del capitale sociale dell'emittente.
Nel luglio del 2006, in esclusiva, trasmette integralmente le intercettazioni telefoniche fatte a Luciano Moggi che generarno il caso Moggiopoli. Con l'ingresso di nuovi soci nella compagine societaria Radio Kiss Kiss effettua una politica di espansione sul territorio nazionale acquisendo nuove frequenze. Nell'ottobre del 2006, in occasione del suo trentesimo anniversario, la radio cambia logo e lo slogan in «Tieni accesa l'immaginazione». Il 21 marzo 2007 Radio Kiss Kiss dedica per la prima volta l'intera programmazione giornaliera ai cambiamenti climatici. Per l'occasione il palinsesto viene curato da Alessandro Cecchi Paone. Questa iniziativa verrà replicata dall'emittente ogni anno. In aggiunta al Clima Day, verranno inserite nel proprio palinsesto quotidiano le Clima News, due spazi della durata di due minuti cadauno, realizzate e condotte da Cecchi Paone.
Nel 2007 Radio Kiss Kiss è la radio nazionale più ascoltata nel Sud Italia. Alla fine dello stesso anno, sigla l'accordo sulla qualità di emissione della pubblicità radiofonica con l'UPA (Unione Pubblicitari Associati) insieme a Rai, Radio Dimensione Suono, RTL 102.5, R101. Nello stesso anno Gigi e Ross, co-conduttori del morning show di Pippo Pelo Pelo e contropelo, vincono il premio Grolle come "Rivelazione dell'anno".
Il 4 febbraio 2008, per incrementare i dati d'ascolto del pubblico maschile compreso tra i 25 e i 44 anni, decide di fare partire un nuovo programma radiofonico dedicato interamente al calcio. Il programma, intitolato Siamo tutti CT, ha come conduttore Valter De Maggio e come opinionisti Sandro Piccinini, Ciccio Graziani, Sandro Mazzola, Stefano Tacconi, Monica Vanali, Paolo Liguori, Arrigo Sacchi, Sebino Nela. A marzo partono altri due programmi, 00K Licenza di... condotto da Marco e Giò, e A tutte le auto Kiss Kiss condotto da Mariolina Simone, Demo Mura e Gianluca Ansanelli. A settembre, con l'inizio della nuova stagione calcistica, Siamo tutti CT è riproposto con Marino Bartoletti, José Altafini e Alberto Brandi al posto di Tacconi e Nela.
A ottobre il programma radiofonico Pelo e Contropelo vince il Premio Grolle come "Miglior Morning Show radiofonico" dell'anno. Nel marzo del 2009 Radio Kiss Kiss cambia la concessionaria pubblicitaria, passando da Radio e Reti a Monradio del gruppo Mondadori. Questa operazione viene presa dagli addetti ai lavori come un preludio di una eventuale cessione della radio al gruppo di Marina Berlusconi, già presente nel settore con l'emittente nazionale R 101. Lo stesso mese mette a disposizione del programma televisivo Scherzi a parte i propri studi per realizzare gli scherzi a Toto Cutugno e Giorgia.
Il 6 aprile il palinsesto radiofonico viene sospeso per il terremoto in Abruzzo. L'intera programmazione giornaliera, a eccezione degli spazi dedicati alla musica, sarà utilizzata per dare aggiornamenti sull'evento sismico. Il 22 aprile va in onda la terza edizione del Clima Day, con il patrocinio del Ministero dell'Ambiente, Legambiente, WWF e Marevivo. Ad occuparsi della parte scientifica del programma, per quindici ore, è nuovamente Cecchi Paone, accompagnato dai conduttori della radio. Il 18 maggio esordisce Vieni Avanti Kiss Kiss, programma condotto e ideato da Marco Baldini. Il 31 agosto entra a fare parte dello staff del programma Pelo e Contropelo il trio Due interi e un ridotto.

### Anni 2010
Alla fine di giugno del 2010 è presentata una puntata speciale di Pelo e Contropelo per celebrare i vent'anni di Pippo Pelo a Radio Kiss Kiss. Il 26 settembre 2011 cambia il palinsesto con l'inserimento di Joe Violanti, Cristina Chiabotto, Guido Meda, Enzo Miccio, Simone Rugiati, Dario Cassini, Marisol e Francesco Facchinetti. Il 16 gennaio 2012 è lanciato il suo nuovo logo e slogan Play Everywhere (poi affiancato, dal 2015, da un altro slogan, La musica più bella suona solo su Radio Kiss Kiss). In primavera arrivano Ricky e Il Panta e Daniele Doesn't Matter.
Il palinsesto si arricchisce con Domenica in & out presentato da Ricky e Il Panta, il programma del weekend Figli delle stelle condotto da Gaspare Baglio e Paolo Crimaldi e Kiss Kiss My Ass con i Finley. Il 31 luglio 2013 diventa la radio ufficiale della S.S.C. Napoli, in una partnership che dura fino al 14 luglio 2023, quando Radio Kiss Kiss Napoli decide di non rinnovare il contratto per le presunte condotte irrispettose e irriguardose assunte dal presidente del Napoli Aurelio De Laurentiis nei confronti della radio. Nel nuovo palinsesto non figurano più Ricky e Il Panta, Antonio Capitani e Marco e Giò. Torna, invece, Siamo tutti CT con Valter De Maggio, Alberto Brandi, Maurizio Compagnoni e Raffaella Fico. La domenica si riempie con il programma Check In condotto da Danny Virgillo e i Finley passano a condurre il programma Kiss Kiss My Ass tutti i pomeriggi.
Il 31 dicembre 2013 chiude la sede di Roma e quasi tutti i programmi che andavano in onda da lì vengono bloccati. Nel 2017 la raccolta pubblicitaria passa alla concessionaria System 24 del gruppo Il Sole 24 Ore. L'attuale palinsesto di Radio Kiss Kiss prevede i Mattinieri dalle 5:00 alle 7:00 con Max Poli e La Leti. Dalle 7:00 alle 9:00 c'è il Pippo Pelo Show. In conduzione ci sono Pippo Pelo e Adriana Petro. Dalle 9:00 alle 12:00 spazio a Good Morning Kiss Kiss con Max Giannini e Max Vitale. A seguire Marta Martinez (12.00-14.00) con Mi Piace e Marco & Raf (14.00-16.00) conduttori di Dedikiss. Nella parte centrale del pomeriggio I Corrieri di Kiss Kiss condotto da Alfio Battaglia e Ciro Limatola. Rita Manzo con Portami a Casa Kiss Kiss e poi Stefano Piccirillo con “Io, tu e Kiss Kiss”
Nel weekend spazio a voci diverse. Il sabato e la domenica, tra le 7:00 e le 9:00, Raoul conduce Kiss The Weekend. Dalle 9:00 alle 12:00 il sabato con Good Morning Kiss Kiss - Speciale Saturday con Max Giannini e Max Vitale. Dalle 12:00 alle 13:00 l’appuntamento con Stasera che serie! Dedicato al mondo del cinema e delle serie tv con Lucilla,  Davide Peverini in onda subito dopo con Metti un Sabato a Kiss Kiss fino alle 15:00 per arrivare a Io, Tu e il Weekend con Stefano Piccirillo fino alle 18. La domenica dalle 9:00 alle 12:00 in onda Alfio con Kiss Kiss Weekend, per passare poi il testimone a Davide Peverini, con Non è Domenica senza Kiss Kiss fino alle 15:00. Torna poi  Stefano Piccirillo sino ad arrivare alle 18:00. Kiss Kiss Play Chart ogni sabato e in replica domenica dalle 18 alle 20 con la classifica di tutti i pezzi più forti del momento raccontati da Adriana Petro.

## Programmi del passato
| dal  | al   | Nome trasmissione              | Staff |
| ---- | ---- | ------------------------------ | --- |
| 1976 | 1996 | Disco live                     | Rosanna Iannacone, Enzo Buongiovanni, Paolo Mammalella, Stefano Piccirillo, Sasà Capobianco, Lucia Niespolo, Marcello Niespolo, Fernando Opera, Davide Niespolo, Giancarlo Cavallo |
| 1979 | 1996 | Te lo disco io                 | Massimo Cuomo, Lello Romano, Gianni Aramu, Sandro Cuozzo, Filippo Arienzo, Marco Leone, Michele Speranza                                                                           |
| 1979 | 1982 | AmericanCast                   | Ugo Saponara e Nicola Trunfio |
| 1980 | 1981 | Strike! (e i Gialli di Strike) | Giuseppe Trematerra, Roberto Serra, Lello Romano, Monica Monteforte, Imma de Rosa ed altri                                                                                         |
| 1980 | 1990 | Una fetta di sorriso           | Antonella Di Lello, Marina Brill, Lello Romano, Patrizia Lamia |
| 1994 | 1995 | A tutti coloro                 | Francesco Paolantoni, Stefano Sarcinelli, Maurizio Casagrande, Paola Cannatello |
| 2001 | 2002 | KissMI                         | Andrea Marchesi, Michele Mainardi, Giacomo Brunoro |
| 2001 | 2005 | Kissisveglia                   | Gianni Manuel, Massimo Tadorni, Andrea Mercurio |
| 2003 | 2005 | Il neurone                     | Manuela Doriani |
| 1995 | 1996 | Kiss Kiss Vibes                | Nino Mazzarino, Stefano Valli |
| 2000 | 2000 | Tutti pazzi per Sanremo        | Ambra Angiolini |
| 1993 | 2003 | Facciamo Candy Candy           | Pippo Pelo |
| 2005 | 2007 | Ciao cicci                     | Gianni Manuel |
| 2002 | 2008 | Baciami                        | Mauro Marino |
| 2005 | 2008 | Good Fellas                    | Antonio Gerardi |
|      |      | Kiss Kiss Night                | Lucio Seneca, Maurizio Montuori |
| 2008 | 2009 | Siamo tutti CT                 | Sandro Piccinini, Ciccio Graziani, Sandro Mazzola, Stefano Tacconi, Monica Vanali, Paolo Liguori, Arrigo Sacchi, Sebino Nela                                                       |
| 2009 | 2011 | S.O.S. Chef                    | Tommaso De Rosa |
| 2009 | 2011 | Vieni Avanti Kiss Kiss         | Marco Baldini |
| 2008 | 2010 | Big Night                      | Max Poli |
| 1991 | 2011 | Pelo e Contro Pelo             | Pippo Pelo, Rosalia Porcaro, Sergio Friscia, Gigi e Ross, Due interi e un ridotto, Ditelo Voi                                                                                      |
| 2012 | 2013 | Un giorno di ordinaria magia   | Ricky e il Panta |
| 2012 | 2013 | Kisskissenefrega               | Daniele Doesn't Matter |
| 2013 | 2016 | Kiss Kiss My Ass               | Finley |

## Eventi
- Kiss Kiss Way, evento musicale estivo in onda in radio su Radio Kiss Kiss e in televisione su Radio Kiss Kiss TV[4] dal 31 maggio 2025[5].

## Ascolti
(dati Audiradio - fonte: )
| Anno | Periodo                                  | Giorno medio ieri | 7 giorni |
| ---- | ---------------------------------------- | ----------------- | -------- |
| 2001 | 1º semestre (13 gennaio - 8 giugno)      | 938               | 3904     |
| 2001 | Dati annuali (13 gennaio - 14 dicembre)  | 961               | 3968     |
| 2002 | 1º semestre (12 gennaio - 14 giugno)     | 1005              | 4148     |
| 2002 | 2º semestre (14 sett. - 20 dic.)         | 1142              | 4362     |
| 2003 | 1º semestre (11 gennaio - 13 giugno)     | 1152              | 4131     |
| 2003 | 2º semestre (13 sett. - 19 dic.)         | 1154              | 4135     |
| 2004 | 1º semestre (10 gennaio - 11 giugno)     | 1228              | 4688     |
| 2004 | 2º semestre (11 sett. - 17 dic.)         | 1346              | 5463     |
| 2005 | 1º semestre (15 gennaio - 10 giugno)     | 1286              | 5544     |
| 2005 | 2º semestre (10 settembre – 16 dicembre) | 1444              | 5769     |
| 2006 | 1º semestre (14 gennaio – 9 giugno)      | 1477              | 6020     |
| 2006 | 2º semestre (9 settembre – 15 dicembre)  | 1988              | 7154     |
| 2007 | 1º semestre (13 gennaio – 15 giugno)     | 2341              | 7383     |
| 2007 | 2º semestre (8 settembre – 14 dicembre)  | 2384              | 7605     |
| 2008 | 1º semestre (12 gennaio – 23 giugno)     | 2246              | 7348     |
| 2008 | 2º semestre (6 settembre – 12 dicembre)  | 2291              | 7369     |
| 2009 | 1º semestre (10 gennaio - 10 giugno)     | 2231              | 7152     |
| 2009 | 2º semestre (13 giugno - 18 dicembre)    | 2360              | 7470     |
| 2009 | Dati annuali                             | 2290              | 7291     |

## Loghi (1994-2012)

1994-1999
1999-2002
2002-2006
2006-2012